# Logo TV
Logo TV (spesso abbreviato in Logo e stilizzato come Logo.) è un canale televisivo statunitense via cavo di base di proprietà del gruppo Paramount Skydance Corporation. Lanciato nel 2005, Logo era originariamente dedicato a programmi di intrattenimento e lifestyle rivolti al pubblico LGBT. A gennaio 2016, circa 50 milioni di famiglie ricevono Logo.

## Storia
Il canale è stato lanciato il 30 giugno 2005 come il primo canale televisivo commerciale supportato da inserzionisti negli Stati Uniti orientato alla comunità gay. È stata fondata dall'ex dirigente di MTV Matt Farber. Il suo primo presidente, Brian Graden, è stato nominato da Out come la quindicesima persona gay più potente d'America nel 2007. Quando è stato lanciato Logo ha sostituito VH1 MegaHits.

Logo TV wordmark utilizzato dal 2005 al 2012

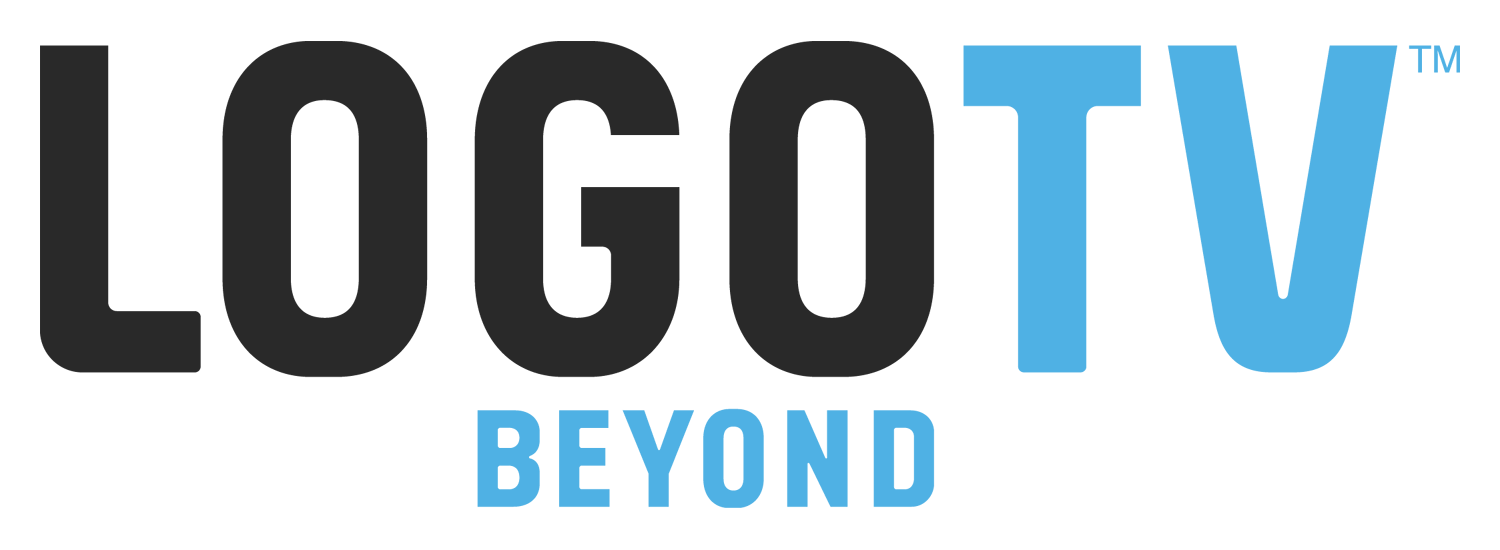
Logo TV logo (2012–2015)

Il fatto che il canale a tema LGBT si chiamasse "Logo" ha portato alcuni spettatori a pensare che la "l" e la "g" si riferissero a "lesbica" e "gay", ma secondo i dirigenti dell'azienda, il nome non rappresenta nulla, né è un acronimo.
Il sito web del canale dice:
Logo ha concluso accordi di trasporto prima della sua data di lancio con DirecTV, Charter Communications, Adelphia Communications Corporation, Cablevisión, Time Warner Cable e RCN Corporation. L'emittente ha raggiunto un accordo con Comcast dopo la data di lancio. Logo ha stretto una partnership con CBS News per fornire brevi notizie e ha sviluppato una relazione con LPI Media, editore delle riviste The Advocate, Out e Out Traveler. MTV Networks e Time Warner Cable hanno annunciato un accordo l'11 dicembre 2006, per espandere la propria distribuzione di Logo ad altri mercati. Logo è diventato disponibile su Dish Network nel maggio 2009 (solo in HD) come parte di un pacchetto aggiuntivo.
Nell'aprile 2011, Logo ha acquisito i diritti per mandare in onda la serie comica britannica Absolutely Fabulous e ha co-prodotto i tre specials revival dello show nel 2011 e nel 2012 con BBC e BBC America. Logo ha trasmesso gli episodi in un formato pesantemente modificato, mentre la BBC America ha trasmesso gli episodi nella loro interezza.
La rete ha annunciato il 21 febbraio 2012 che avrebbe cambiato la sua strategia di programmazione. Citando una ricerca che ha indicato che le persone LGBT stavano diventando sempre meno propense a dare la priorità a mettere in evidenza il loro orientamento o identità sessuale, il canale ha stretto partnership per produrre programmi che si concentrassero meno sugli interessi specifici LGBT e più su argomenti culturali e sullo stile di vita in generale.
Le operazioni quotidiane sono state gestite da Lisa Sherman, che è stata vicepresidente esecutivo e direttore generale fino alle sue dimissioni nell'ottobre 2013.

## Programmazione
La programmazione di Logo era inizialmente una miscela di film, reality, programmi di viaggi, appuntamenti e spettacoli romantici, documentari, video musicali, stand-up comedy, news e programmi sindacati che avevano personaggi queer o erano popolari tra gli spettatori queer.
Dal 2017, la programmazione principale della rete funge da fianco complementare a TV Land, trasmettendo vecchie sitcom dagli anni '70 agli anni '90. In linea con il piano di ristrutturazione 2017 della Viacom, la rete non produce più alcuna nuova programmazione al di fuori dei contenuti per le sue pagine dei social media. RuPaul's Drag Race si trasferì alla rete sorella VH1 quell'anno, con Logo che ora trasmette solo repliche e simulcast dello spettacolo e dei suoi spinoff.
Logo in precedenza gestiva anche una raccolta di siti Web con il nome ombrello LOGOonline. NewNowNext, un blog di notizie e tendenze sulla cultura pop, rimane l'unico sito web attivo di proprietà della rete.